# Familia Hurmuzachi
Familia Hurmuzachi (cunoscut și ca Hurmuzaki sau Hurmuzache) este o familie nobiliară română din Bucovina de origine românească cu tot numele ei grecesc, după cum afirmă marele istoric Nicolae Iorga. În secolul XVII-XIX au trăit în zona Cernăuca din Bucovina austriacă (actualmente în Ucraina), vila lor din Cernăuca fiind transformată în muzeu în octombrie 1999. Au fost cunoscuți în general ca avocați, istorici și aristocrați de vază.
Cei mai cunoscuți membri ai familiei au fost frații Hurmuzachi: 
- Constantin (1811-1869), jurist și politician, Ministru al Dreptății, după proclamarea României Ministru al Justiției, apoi președinte al Curții de Casație,
- Eudoxiu (1812-1874), politician austriac, deputat al Consiliului Imperial (Reichsrat), (mareșal al Ducatului Bucovinei) și patriot român,
- Gheorghe (1817-1882), deputat al Consiliului Imperial (Reichsrat) precum a Dietei Bucovinei, căsătorit cu Eufrosina  de Flondor, având doi copii: Eudoxiu  (1845-1931), căpitan de județ și Elena (d. 1882), măritată cu Iancu de Zotta,[1]
- Alexandru (1823-1871), publicist și politician român, membru fondator al Societății Academice Române și membru de onoare al Academiei Române,
- Nicolae (1826-1909), deputat al Consiliului Imperial (Reichsrat) precum membru de onoare a Academiei Române.

Alți membri marcanți ai acestei familii au fost fii lui Nicolae:

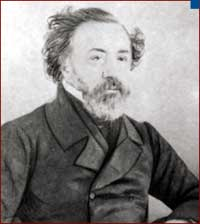
Constantin de Hurmuzaki (1862-1937), doctor în drept și în științe, membru de onoare al Academiei Române din 1919.
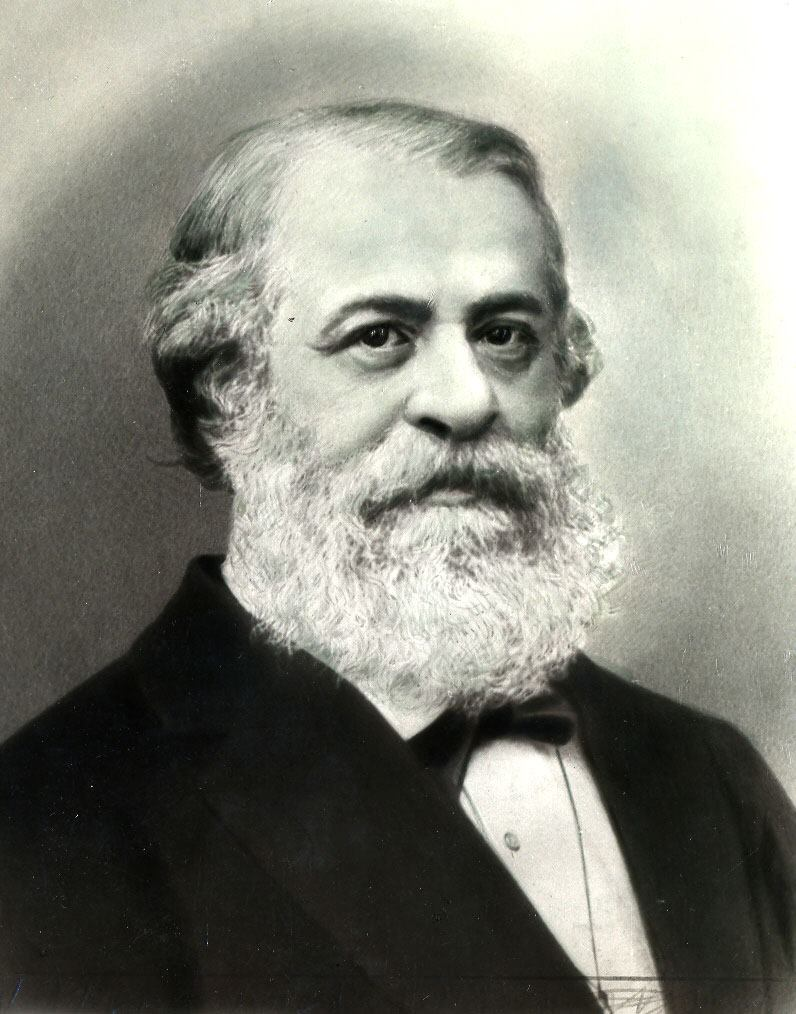
Alexandru de Hurmuzachi (1869-1945), ultimul căpitan (mareșal) al Bucovinei.
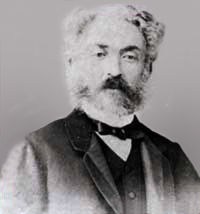
Alexandru Hurmuzachi
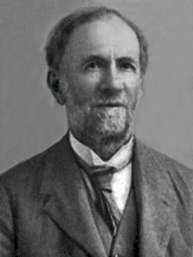
Dr. Dr. h. c. Constantin baron de Hormuzaki
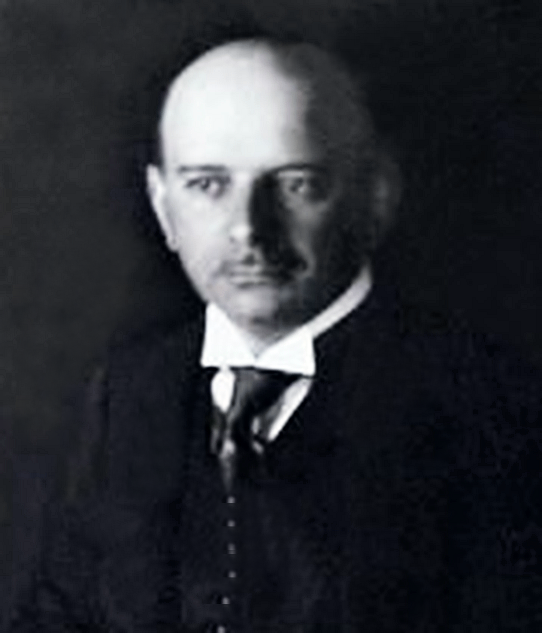
Alexandru Baron de Hormuzaki 1911

## Istoricul familiei
Familia Hurmuzachi a luat parte la renașterea națională a României în Bucovina și nu numai.
Tatăl fraților Hurmuzachi a fost Doxaki (Doxachi, Doxache, Doxaki) Hurmuzaki (n. 1782, Cernăuca - d. 30 martie 1857, Cernăuca), care a recumpărat domeniul Cernăuca după ce documentele de proprietate s-au pierdut. Doxaki era fiul medelnicerului Constantin Hurmuzachi și al Ruxandrei (d. 12 august 1818) din Moldova. El a construit un nou conac boieresc cu parc și biserică. Doxaki s-a căsătorit cu Ileana (Ilinka, Olena) Murguleț (d. 1868), fiica unui stolnic, cu care a avut 12 copii din care au supraviețuit șapte: cei cinci frați și două surori: Eufrozina (n. 4 februarie 1820 - d. 1891), căsătorită cu baronul Petru de Petrino-Armis, mama poetului Dimitrie Petrino precum Eliza (n. 1821 - d. 25 aprilie 1895) care sa măritat cu Gheorghe Sturdza (d. 1860), mare vornic (după alții logofăt) al Moldovei. La inițiativa fraților Hurmuzachi a luat ființă ziarul Bucovina, prima gazetă care se tipărea în două limbi (germană și română). De asemenea, nu putem uita rolul acestei familii în timpul revoluției de la 1848. La moșia Cernăuca s-au adunat cei mai destoinici bărbați pe care i-a avut Moldova (amintim pe Al. I. Cuza, Gh. Sion, V. Alecsandri). Tot aici, în sânul acestei familii a redactat M. Kogălniceanu faimoasa lui petiție. Am mai putea aminti și activitatea lui Alecu Hurmuzachi și a fratelui său Gheorghe la „Societatea pentru cultură și literatură în Bucovina”. Aici au militat pentru introducerea limbii române în școli, dar și pentru reformarea învățământului. Impresionante sunt articolele lui Alexandru Hurmuzachi despre învățământ, ele fiind publicate în Foaia Societății. Să nu trecem cu vederea aportul adus de Constantin Hurmuzachi în Moldova, stabilindu-se aici în urma unui conflict cu tatăl său, care îi interzice căsătoria cu fata pe care o iubea. Agenda acestuia era foarte încărcată: lupta pentru unirea principatelor, dar în același timp ocupându-se și de procesele pe care le avea cu statul rus, fiind avocatul familiei Balș. 
Cea mai bogată activitate (și cea mai variată, dealtfel), a avut-o Eudoxiu Hurmuzachi, marele istoric și om politic. Colecția sa de documente este impresionantă, în ea găsindu-se numeroase documente cu privire la istoria românilor culese de prin arhivele de la Viena, acestea fiind traduse și adunate în volume dupa moartea acestuia. De aceste documente s-a ocupat fratele său Gheorghe, documentele fiind trimise la București, o extraordinară contribuție având și Ion Slavici, care s-a ocupat de editarea acestora. Până nu demult nu s-a știut de cele 26 de discursuri ale lui Eudoxiu în Dieta Bucovinei, lucrări de o mare importanță în cercetarea omului politic Eudoxiu, ele fiind tipărite în 2007. Pentru o cercetare mai amănunțită în ceea ce privește familia Hurmuzachi ar trebui cercetate lucrările lui Teodor Bălan.